# Vib-Ribbon
 (août 2015).
Si vous disposez d'ouvrages ou d'articles de référence ou si vous connaissez des sites web de qualité traitant du thème abordé ici, merci de compléter l'article en donnant les références utiles à sa vérifiabilité et en les liant à la section « Notes et références ».
Vib-Ribbon est un jeu vidéo de rythme développé par la société japonaise NanaOn-Sha et édité par Sony Computer Entertainment en 1999 sur PlayStation.

## Système de jeu
Le joueur dirige Vibri, un personnage en fil de fer ressemblant à un lapin, qui court sur une ligne (appelée Vib-Ribbon), sur laquelle se présentent des obstacles qui dépendent du type et du rythme de la musique. Chaque niveau ne dure que le temps d'une chanson.
Les obstacles possibles se déplacent à une vitesse qui dépend de la musique (pas directement de son rythme, mais plutôt du nombre de nappes et des sons différents). Le but est d'appuyer sur le ou les boutons correspondant à l'obstacle qui survient au moment précis où Vibri l'atteint.
Comme dans Rez, le joueur n'a pas de barre d'énergie, mais la forme de son personnage lui donne ce renseignement : ainsi lorsque des obstacles ne sont pas évités, le personnage reçoit une décharge électrique et le Vib-Ribbon se met à trembler, au bout d'un certain nombre d'erreur Vibri voit sa forme régresser et devient "grenouille-vibri", et après encore d'autres erreurs il devient "insecte-vibri". À l'inverse, s'il est dans la forme de base (Vibri) et qu'il ne commet pas d'erreur le personnage peut se transformer en "super-vibri" et gagner beaucoup plus de points.
Le jeu propose de faire les chansons (niveaux) incluses dans le CD du jeu (sept chansons au total), mais aussi de jouer avec n'importe quelle chanson gravée sur CD : en mode « mon CD perso » la console charge d'abord le jeu, puis demande au joueur d'introduire un CD audio. Le jeu commence alors et les obstacles sont générés par la musique du CD inséré.

### Obstacles
Les obstacles possibles sont (entre parenthèses le ou les boutons qu'il faut presser pour les passer correctement):
Obstacles de base
- Le rectangle (L1)
- L'anneau (R1)
- Les oscillations (X)
- Le trou en forme de "V" : (Bas)

Combinaisons d'obstacles
- Le rectangle surmonté d'un anneau (L1+R1)
- L'anneau avec oscillations : (R1 + X)
- Le trou en forme de "V" avec oscillations : (Bas +X)
- Le trou en forme de "V" sur un rectangle : (Bas + L1)
- L'anneau avec un trou en forme de "V" : (Bas + R1)
- Le rectangle avec oscillations : (L1 + X)

## Équipe de développement
- Production : Masaya Matsuura

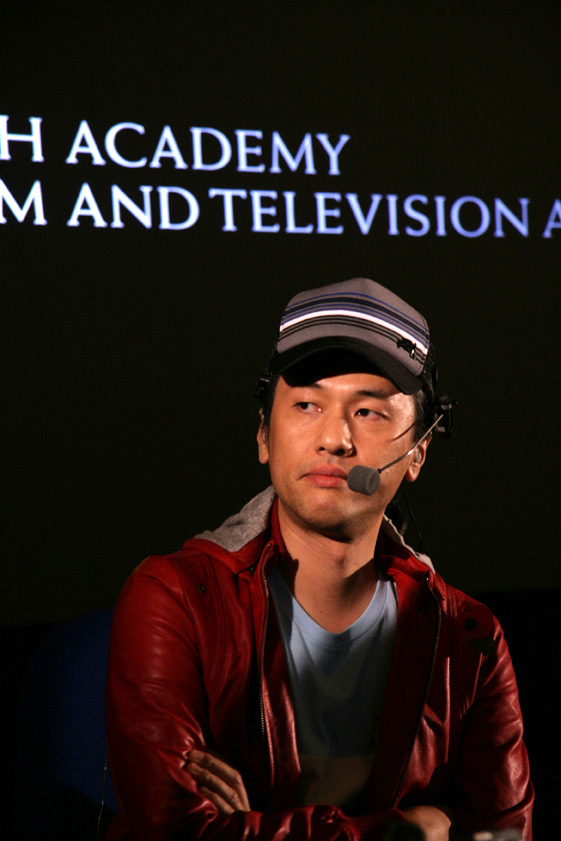
Masaya Matsuura est le producteur du jeu.

- Programmation : John Belmonte, Anthony Charico
- Conception des personnages : Kiri Matsuura
- Conception des graphismes : Takeru Nakabayashi, Tomohiko Murakami
- Production sonore : Masato Ohmori, Hideto Ohnishi, Yusuke Shibuya
- Synthèse vocale : NTT Communications
- Musique : Laugh & Peace, Toshiyuki Kageyama, Koichi Hirota, Yoko Fujita, Masaya Matsuura
- Direction artistique : Masatoshi Kikuchi, Nami Sawabe

## Morceaux inclus
| 1.    | Polaroïd         | 2:40 |
| 2.    | Sunny Day        | 2:35 |
| 3.    | Laugh and Peace  | 2:33 |
| 4.    | Universal Dance  | 2:36 |
| 5.    | Overflowing      | 2:48 |
| 6.    | Roll Along       | 2:34 |
| 7.    | Vib Ribbon Blues | 1:43 |
| 17:29 |                  |      |

## Postérité
En décembre 2014, le jeu figure dans un article de GamesTM intitulé « 10 joyaux PlayStation sous-estimés » : « Vib Ribbon est devenu en quelque sorte un classique aujourd'hui, mais à l'époque il n'était pas beaucoup plus qu'une obscure curiosité. »
En 2018, la rédaction du site Den of Geek mentionne le jeu en 5e position d'un top 60 des jeux PlayStation sous-estimés : « Vib Ribbon est un des titres les plus originaux auxquels vous êtes susceptibles de jouer, et un des meilleurs exemples du genre musical. »